# Keith Neville
Keith Neville, né le 25 février 1884 et mort le 4 décembre 1959, est un homme politique démocrate américain. Il est le 18e gouverneur du Nebraska entre 1917 et 1919.

## Sources
- (en) Cet article est partiellement ou en totalité issu de l’article de Wikipédia en anglais intitulé « Keith Neville » (voir la liste des auteurs).